# Jacopo de' Pazzi
Jacopo de' Pazzi (1423 - 30 de abril de 1478) fue un banquero florentino, miembro y jefe de la casa de los Pazzi. Participante en la conspiración contra los Medici, tanto él, como sus sobrinos Francesco, hijo de su hermano Antonio; y Renato, hijo de su hermano Piero, fueron ejecutados.

## Biografía
Hijo del estadista Andrea de' Pazzi y de Caterina Salviati, Jacopo estuvo vinculado a la familia Medici por el matrimonio de su sobrino Guglielmo con Blanca de Médici, hermana de Lorenzo el Magnífico. No obstante, las relaciones entre Jacopo y Lorenzo nunca fueron buenas y tuvieron frecuentes rencillas que irían a más con la consiguiente conspiración para acabar con su vida. Era uno de los miembros más ilustres y ricos de la ciudad de Florencia, habiendo sido el autor y el encargado de la construcción del palacio familiar, obra a la que puso al frente a Giuliano da Maiano.
A través de su sobrino Francesco de' Pazzi, tesorero del papa Sixto IV, se gestó una conspiración para acabar con los Medici, que contaba tanto con apoyos internos como externos de su círculo de confianza, y de Florencia, llegando las ramas de dicho plan hasta el propio Papa. En la mañana del 26 de abril de 1478, un grupo de conjurados atacaron a Juliano de Médici y a su hermano Lorenzo a la salida de la iglesia florentina de Santa María del Fiore. Lorenzo de Médici resultó herido, mientras que Juliano cayó muerto por mano de Francesco de' Pazzi y Bernardo Bandini Baroncelli, tras ser apuñalado diecinueve veces.
Sin embargo, la conspiración fracasó debido al apoyo popular que disfrutaban los Medici en Florencia. Fue la misma multitud enojada la que buscó y capturó a los asesinos. Así pues Francesco de' Pazzi y Francesco Salviati fueron atrapados, linchados y ahorcados. Francesco de' Pazzi en el muro del Palazzo della Signoria y Salviati, un año más tarde, después de ser encarcelado.
Jacopo trató de escapar de Florencia pero fue sorprendido mientras intentaba cruzar los Apeninos y, a pesar de sus oraciones, fue devuelto a los florentinos que lo ejecutaron a fines de mes. Años más tarde de su muerte, su cuerpo, enterrado en la basílica de la Santa Cruz, fue exhumado y arrojado al río Arno.

## En la cultura popular
La figura de Jacopo de' Pazzi ha aparecido en la saga de videojuegos Assassin's Creed II (2009), donde era asesinado por Rodrigo Borgia a las afueras de San Gimignano, varios años después de su verdadera fecha de fallecimiento. En la segunda temporada de la miniserie Medici: Masters of Florence (2016), Jacopo era interpretado por el actor Sean Bean.